# Peter Meyer (Journalist, 1968)
Peter Meyer (* 7. August 1968 in Püttlingen) ist ein deutscher Journalist.
Meyer hat an der Universität des Saarlandes in Saarbrücken und an der Hebräischen Universität Jerusalem Politikwissenschaft studiert. Während seines Studiums arbeitete er als Journalist im Printbereich. 
Nach Abschluss seines Studiums war Meyer fünf Jahre Stellvertretender Regierungssprecher und Sprecher im Ministerium für Inneres, Familie, Frauen und Sport im Saarland und betreute dort zusätzlich das Marketing. 
Seit April 2005 ist er Leiter des Zentralen Marketings des Saarländischen Rundfunks (SR). Seit Juli 2006 leitet Peter Meyer den neu zugeschnittenen Fachbereich SR-Kommunikation, zu dem neben der Presse- und Öffentlichkeitsarbeit auch das Marketing des Senders gehört.
Zum 1. Januar 2007 wechselte der ARD-Vorsitz und damit zugleich auch die ARD-Pressestelle zum Saarländischen Rundfunk. Peter Meyer wurde parallel zu seinen sonstigen Aufgaben beim SR neuer ARD-Pressesprecher.